# Campylospermum flavum
Campylospermum flavum är en tvåhjärtbladig växtart som först beskrevs av Heinrich Christian Friedrich Schumacher, och fick sitt nu gällande namn av Farron. Campylospermum flavum ingår i släktet Campylospermum och familjen Ochnaceae. Inga underarter finns listade i Catalogue of Life.